# Aloe ericetorum
Aloe ericetorum är en grästrädsväxtart som beskrevs av Jean Marie Bosser. Aloe ericetorum ingår i släktet Aloe och familjen grästrädsväxter. Inga underarter finns listade i Catalogue of Life.